# Charly Mottet
Charly Mottet (Valence, 16 december 1962) is een voormalig Frans wielrenner. In het peloton had hij vanwege zijn geringe lengte (1,64 m) de bijnaam Petit Charly.
Zijn dochter Eva Mottet was ook een profwielrenster. Aan haar succesvolle loopbaan kwam abrupt een einde door een  valpartij tijdens het WK 2012 in Valkenburg. ze herstelde daar niet meer van en ging verder als masseuse. In mei 2020 overleed ze op 25-jarige leeftijd.

## Belangrijkste overwinningen
1984
- Eindklassement Ronde van de Toekomst
- Liedekerkse Pijl

1985
- GP La Marseillaise
- Ronde van de Haut-Var
- 3e etappe Ster van Bessèges
- 7e etappe deel A Parijs-Nice
- Grote Landenprijs
- Ronde van Piëmont

1986
- GP Eddy Merckx

1987
- Grote Landenprijs
- Eindklassement Dauphiné Libéré
- Criterium der Azen
- Ronde van de Limousin

1988
- Grote Landenprijs
- 3e etappe Critérium du Dauphiné Libéré
- Ronde van Lombardije
- 2e etappe Parijs-Bourges
- Ronde van Lazio

1989
- Ronde van Lazio
- 6e etappe Tirreno-Adriatico
- Eindklassement Vierdaagse van Duinkerke
- Boucles de l'Aulne
- Critérium du Dauphiné Libéré

1990
- Kampioenschap van Zürich
- Proloog Ronde van Romandië
- Eindklassement Ronde van Romandië
- 2e etappe deel B Ronde van Romandië

1991
- Alpenklassieker
- Eindklassement Vierdaagse van Duinkerke
- 2e etappe Critérium International

1992
- Coppa Bernocchi
- Eindklassement Critérium du Dauphiné Libéré
- 8e etappe Critérium du Dauphiné Libéré

1993
- Eindklassement Ronde van de Middellandse Zee
- 2e etappe Ronde van de Middellandse Zee
- Ronde van de Limousin

1994
- 7e etappe Parijs-Nice

## Resultaten in voornaamste wedstrijden
| Jaar | Ronde van Italië | Ronde van Frankrijk | Ronde van Spanje |
| ---- | ---------------- | ------------------- | ---------------- |
| 1983 |                  |                     |                  |
| 1984 | 21e              |                     |                  |
| 1985 |                  | 36e                 |                  |
| 1986 |                  | 16e                 | 22e (2)          |
| 1987 |                  | 4e                  |                  |
| 1988 |                  | opgave              |                  |
| 1989 |                  | 6e                  |                  |
| 1990 | ↑ (1)            | 49e (1)             |                  |
| 1991 |                  | 4e (2)              |                  |
| 1992 |                  | opgave              |                  |
| 1993 |                  | 40e                 |                  |
| 1994 |                  | 26e                 |                  |

| Jaar | Milaan-San Remo | Gent-Wevelgem | Ronde van Vlaanderen | Parijs-Roubaix | Amstel Gold Race | Luik-Bast.‑Luik | Ronde van Lombardije | Parijs-Brussel | Parijs-Tours | Clásica San Sebastián |  | WK op de weg |  | Wereldranglijsten |
| ---- | --------------- | ------------- | -------------------- | -------------- | ---------------- | --------------- | -------------------- | -------------- | ------------ | --------------------- |  | ------------ |  | ----------------- |
| 1983 |                 |               |                      |                |                  |                 | 15e                  |                |              |                       |  |              |  |                   |
| 1984 |                 |               |                      |                |                  |                 | 37e                  | Zilver         | 17e          |                       |  |              |  | 15e (SPP)         |
| 1985 |                 |               |                      |                |                  |                 | ↑                    |                | 50e          |                       |  | 52e          |  | 14e (SPP)         |
| 1986 | 68e             |               |                      |                |                  |                 | 21e                  |                | ↑            |                       |  | ↑            |  | 7e (SPP)          |
| 1987 |                 | 104e          | 35e                  |                |                  |                 | 9e                   |                | 4e           |                       |  |              |  | 4e (SPP)          |
| 1988 | 81e             |               | 7e                   |                | 22e              | 7e              | ↑                    |                | 71e          |                       |  | 73e          |  | (UWB)             |
| 1989 | 32e             |               |                      |                |                  |                 | 21e                  |                |              | 4e                    |  | 19e          |  | 7e (UWB)          |
| 1990 | 36e             |               |                      |                | 31e              |                 | ↑                    |                |              | 139e                  |  |              |  | 14e (UWB)         |
| 1991 | 92e             | 36e           |                      | 36e            | 40e              | 23e             |                      |                | 148e         | 10e                   |  | 26e          |  |                   |
| 1992 |                 |               |                      |                | 74e              |                 |                      |                |              |                       |  | 24e          |  |                   |
| 1993 |                 |               |                      |                |                  |                 | 5e                   |                | 54e          | 47e                   |  |              |  |                   |
| 1994 | 41e             |               |                      | 15e            | 26e              |                 |                      |                | 156e         |                       |  |              |  |                   |